# Ante Breko
Ante Breko (Split, 26. srpnja 1974.) hrvatski je sportski, radijski i televizijski novinar.

## Životopis
Rođen je u Splitu 26. srpnja 1974. godine. Osnovnu i srednju školu završio je u Sinju. Bavio se je nogometom u sinjskom Junaku do osamnaeste godine, kada odlazi u Zagreb i igra za nogometni klub Zagreb, a potom na posudbi u NK Vrapče sve do 2001. Godine 1992. upisuje studij na Fakultetu za fizičku kulturu Sveučilišta u Zagrebu. Diplomirao je 2000. godine na temu „Utjecaj tehničko-taktičkih vježbi kod mlađe dobnih kategorija”. Od 1996. godine počinje raditi kao novinar u sportskom programu Hrvatskoga radija, na kojemu ostaje do 2003. godine. Od 2003. do 2006. godine predaje Tjelesno-zdravstvenu kulturu u dvjema zagrebačkim osnovnim školama.

### Sport nedjeljom
Godine 2006. pokrenuo je emisiju Sport nedjeljom koja se privremeno emitira samo na Z1 televiziji da bi nakon nekoliko sezona emisija bila emitirana na desetak lokalnih i nekoliko nacionalnih TV kanala, uključujući i bivšu nacionalnu televiziju Kapital Network i Sportsku televiziju. Emisija se danas premijerno emitira na pay-tv kanalu MAXSport.

## Nagrade
Autorska emisija Sport nedjeljom Ante Breke dobila je sljedeće nagrade: 
- 2008. godine – nagradu za najbolju sportsku emisiju u izboru Nezavisne udruge televizija

- 2016. godine – nagrada za najbolju sportsku emisiju u izboru Zbora sportskih novinara [4]

- 2016. godine – nagrada Hrvatskog paraolimpijskog odbora za promicanje (iznimno medijsko praćenje) sporta osoba s invaliditetom [4]

- 2017. godine – gradonačelnik grada Zagreba Milan Bandić, emisiji je uručio Medalju Grada Zagreba [5]

- 2017. godine – Hrvatski olimpijski odbor emisiju je nagradio plaketom najboljih promicatelja hrvatskog športa [6]

## Ostalo
- „Zoom Magazin” kao gost emisije (2013.)
- „Svakodnevno” kao gost emisije (2016.)
- „Dudo i prijatelji” kao gost emisije (2022.)

## Vanjske poveznice
- Službena stranica emisije Sport nedjeljom